# Ralph O'Donnell
Ralph O'Donnell (Cudworth, 17 ottobre 1931 – maggio 2011) è stato un calciatore inglese, di ruolo centrocampista.

## Carriera
Dopo aver giocato nelle giovanili di Upton Colliery e Sheffield Weds esordisce tra i professionisti con quest’ultimo club nella stagione 1951-1952, all’età di 20 anni, contribuendo alla vittoria della seconda divisione inglese. Gioca con gli ‘’Owls’’ per tredici stagioni consecutive, tra il 1951 ed il 1964, totalizzando 183 presenze tra tutte le competizioni ufficiali, 170 delle quali in incontri di campionato, con il club, con cui trascorre dieci delle sue tredici stagioni nella prima divisione inglese (più tre stagioni in seconda divisione, curiosamente tutte chiuse con la vittoria del campionato). Si ritira poi definitivamente nel 1968, dopo un quadriennio trascorso giocando a livello semiprofessionistico con il Buxton.

## Palmarès

### Club

#### Competizioni nazionali
- Campionato inglese di seconda divisione: 3

Sheffield Wednesday: 1951-1952, 1954-1955, 1958-1959